# Robert Glasper
Robert Glasper (Houston, 1978. április 5. –) ötszörös Grammy-díjas, és Primetime Emmy-díjas amerikai dzsessz-zongorista. Grammy-díjra összesen hét alkalommal jelölték.

## Pályakép
Robert Glasper a jelen egyik kiemelkedő zongorista sztárja. A legkülönbözőbb zenei stílusokban alkot. Kvartettje 2012-ben elkészítette a „Black Radio” című R&B albumot, amiért Grammy-díjat kapott.

## Lemezek

### Stúdióalbumok
- Mood: 2004
- Canvas: 2005
- In My Element: 2007
- Double-Booked: 2009
- Black Radio: 2012
- Black Radio 2: 2013
- Covered: 2015
- Everything's beautiful: 2016
- ArtScience: 2016

## Díjak
- Három Grammy-díj; hét Grammy jelölés.
- Emmy-díj